# هیتیزلی
هیتیزلی (به انگلیسی: Hittisleigh) یک روستا و محله مدنی در بریتانیا است که در Mid Devon واقع شده‌است. هیتیزلی ۱۱۳ نفر جمعیت دارد.